# Sceloporus salvini
Sceloporus salvini är en ödleart som beskrevs av  Albert Günther 1890. Sceloporus salvini ingår i släktet Sceloporus och familjen Phrynosomatidae. IUCN kategoriserar arten globalt som otillräckligt studerad. Inga underarter finns listade i Catalogue of Life.